# Jean Nicolay
Pour les articles homonymes, voir Nicolay.
Jean Nicolay, né le 27 décembre 1937 à Bressoux en Belgique et mort le 18 août 2014 à Liège en Belgique, est un footballeur international belge qui joue au poste de gardien de but. Après sa carrière de joueur, il participe à l'encadrement technique de plusieurs clubs belges.

## Biographie
Jean Nicolay est le troisième de la fratrie à jouer au Standard de Liège, après ses frères, l'attaquant Adolphe et le gardien Toussaint.
Il débute dans les cages du Standard, en championnat de Belgique, contre le Daring Club de Bruxelles, le 18 avril 1956, alors âgé de 18 ans. Mais, ce n'est qu'en 1958 qu’il s’impose comme titulaire du poste, après avoir remplacé son frère Toussaint lors d’un match de Coupe d'Europe des Clubs Champions face aux Écossais d'Heart of Midlothian.
Il porte les couleurs des Rouches durant 501 rencontres officielles. Il joue notamment 278 matches en Division 1, et 38 en Coupe d'Europe (15 en Ligue des champions, deux en Coupe de l'UEFA, et 21 en Coupe des coupes). Il remporte quatre fois le titre de champion, en 1958, 1961, 1963 et 1969. Il est Soulier d'or belge en 1963.
Il atteint avec le Standard de Liège les demi-finales de la Coupe d'Europe des clubs champions en 1962, en étant battu par le Real Madrid, puis les demi-finales de la Coupe des coupes en 1967, en étant éliminé par le Bayern Munich.
Il devient International le 24 mai 1959, lors d'un match amical au Heysel, contre l'Autriche perdu 2 à 0. Cela ne l'empêche pas de jouer 39 matches avec les Diables Rouges, jusqu'en 1969, année de la révélation du jeune Christian Piot.
Il dispute avec les Diables Rouges deux matchs lors des éliminatoires du mondial 1962, trois matchs lors des éliminatoires du mondial 1966, deux matchs lors des éliminatoires de l'Euro 1964, et enfin quatre matchs lors des éliminatoires de l'Euro 1968, le reste étant constitué de rencontres amicales. Il est capitaine de la sélection belge lors d'un match amical contre le Brésil en juin 1965.
Jean Nicolay part en 1969 au Daring Club de Bruxelles, club de Division 2, avant de revenir dans sa province de Liège, au Royal Tilleur FC, pour la saison 1971-1972, toujours en D2.
Il débute plus tard une carrière de technicien du football. Il devient entraîneur des gardiens à Winterslag en 1981, sur la demande d'Henri Depireux. Puis il va au  Standard de Liège, au FC Metz en France, au FC Malines, et au RFC Sérésien. Il travaille également pour l’équipe de Suisse puis de Belgique, avant de revenir une nouvelle fois au Standard. Il participe entre autres à la préparation de Vedran Runje à partir de 1998.
Il dirige l'école des gardiens du Standard de 2008 jusqu'à sa mort le 18 août 2014, des suites d'un cancer.

## Palmarès
- Champion de Belgique en 1958, 1961, 1963 et 1969 avec le Standard de Liège
- Vainqueur de la Coupe de Belgique en 1966 et 1967 avec le Standard de Liège
- Soulier d'or en 1963 avec le Standard de Liège
- Chevalier du Mérite wallon (Ch.M.W.)